# Santa Giuletta
Santa Giuletta là một đô thị ở tỉnh Pavia trong vùng Lombardia của Ý, có cự ly khoảng 50 km về phía nam của Milan và khoảng 15 km về phía nam của Pavia. Tại thời điểm ngày 31 tháng 12 năm 2004, đô thị này có dân số 1.605 người và diện tích là 11,7 km².
Santa Giuletta giáp các đô thị sau: Barbianello, Mornico Losana, Pietra de' Giorgi, Pinarolo Po, Redavalle, Robecco Pavese, Torricella Verzate.